# Broniszowice (województwo świętokrzyskie)
Broniszowice – wieś w Polsce, położona w województwie świętokrzyskim, w powiecie ostrowieckim, w gminie Bodzechów.
W latach 1975–1998 miejscowość administracyjnie należała do województwa kieleckiego.
Przez miejscowość przepływa rzeczka Kamionka, lewy dopływ Kamiennej.

## Części wsi
| SIMC    | Nazwa     | Rodzaj    |
| ------- | --------- | --------- |
| 0229228 | Jarugi    | część wsi |
| 0229228 | Praga     | część wsi |
| 0229228 | Skarszyny | część wsi |
| 0229228 | Wrzosy    | część wsi |

## Historia
Według Słownika geograficznego Królestwa Polskiego Broniszowice były wsią w powiecie opatowskim, gminie Boksyce, parafii Szewna. Pod koniec XIX wieku liczyły 12 domów, 143 mieszkańców, 340 mórg ziemi dworskiej oraz 110 mórg ziemi włościańskiej.
W Broniszowicach odnaleziono zabytki kultury ceramiki wstęgowej rytej pochodzące z wczesnego neolitu oraz stanowiska z cyklu osadnictwa kultury lendzielsko-polgarskiej.